# Faby Apache
Fabiola Balbuena Torres (26 de diciembre de 1980) es una luchadora profesional mexicana, más conocida como Faby Apache. Ha trabajado para la  Lucha Libre AAA Worldwide, en el Consejo Mundial de Lucha Libre y en el circuito independiente.
Faby ha sido 4 veces Campeona Mundial de Parejas Mixtas de AAA, 4 veces Campeona Reina de Reinas de AAA y Campeona Mundial de Tercias de AAA.
Ha sido situada en 3 ocasiones: en la lista PWI 2018, 2019 y 2021.

## Carrera

### Inicios (1996-1998)
Después de terminar la escuela secundaria, Balbuena le preguntó a su padre Gran Apache por el entrenamiento de lucha libre, y él aceptó. Balbuena hizo su debut en 1998 bajo el nombre de "Lady Venom", un personaje enmascarado. Al principio de su carrera, viajó a Japón para luchar, y recibió entrenamiento de Aja Kong y Mariko Yoshida . En Japón luchó por la promoción de Arsion, donde ganó la Sky High Arsion Championship.

### Asistencia Asesoría y Administración/Lucha Libre AAA Worldwide (1999-2022)
Después de regresar a México en 1999, se convirtió en una trabajadora regular con AAA, logrando una cierta cantidad de éxitos al ganar Luchasde Apuestas , peleas de cabelleras cotra la luchadora La Hechicera y el luchador masculino May Flowers.
En 2005, Faby Apache se involucró en la trama que más que cualquier otra trama definiría su carrera de lucha profesional. Billy Boy comenzó a aparecer en el ringside durante los combates de Faby con flores. Los dos habían salido durante años en la vida real y se habían casado recientemente cuando comenzó la rivalidad, escribiendo su relación de la vida real en una historia. La fricción comenzó cuando el padre de Faby Apache, Gran Apache, objetó la relación y atacó a Billy Boy porque no era "digno" de su hija. La historia se desarrolló durante varios años e incluso tuvo el nacimiento de Billy Boy y el hijo de Faby, Marvin. 
En un momento Gran Apache derrotó a Billy Boy, lo que lo obligó a no tener nada que ver con Faby Apache o su hijo Marvin. Después de la pérdida, la historia fue que Billy Boy estaba tan deprimido que causó que Los Barrio Boys perdieran varios partidos, lo que a su vez llevó a que Alan y Decnnis recurrieran a Billy Boy, del lado de Gran Apache en la historia. Poco después de la historia, Billy Boy se comprometió con una institución mental. El 28 de mayo de 2008 Faby Apache derrotó a Ayako Hamada y Mari Apache para ganar el torneo Reina de Reinas 2008. Tras el triunfo de Faby, el trofeo Reina de Reinas se convirtió en un campeonato de lucha regular representado por un título, en lugar del torneo anual que tuvo lugar entre 1999 y 2008. Durante 2008 comenzó una pelea con su hermana mayor, Mari Apache, debido a la tensión de la historia de Billy Boy. 
El 13 de junio de 2008, en Triplemanía XVI, Faby Apache derrotó a su hermana en una Lucha de Apuesta, cabelleras. Después del combate, Gran Apache llegó al ring y le suplicó a Faby, persuadiéndola de que no se afeitara el pelo de Mari, sino que se afeitara el pelo. El sacrificio de Gran Apache reunió nuevamente a la familia.
Billy Boy luego regresaría a AAA como Alfa, usando una máscara y manteniendo su verdadera identidad en secreto. Como Alfa ganó el respeto del Gran Apache, lo que llevó a Apache a afirmar que Alfa sería un buen marido para Faby Apache. Después de la declaración, Billy Boy se desenmascaró para sorpresa de todos, reuniéndose con Faby Apache y Marvin, aunque la artimaña no agradó al Gran Apache. En Guerra de Titanes, Billy Boy acudió en ayuda de Faby Apache después de perder un combate, esto a su vez llevó a Faby Apache a abofetear a Billy Boy, haciendo que Billy Boy la atacara, convirtiendo a heel por primera vez en su carrera. Durante una celebración en el ring de los 50 años de Gran Apache en lucha profesional, Billy Boy atacó a su suegro con una silla de acero, hiriendo la rodilla de Apache por lo que tuvo que ser sacado del ring en una camilla. Este giro de los acontecimientos se escribió en la historia debido a que Gran Apache sufría una lesión en la rodilla y esto se utilizó para explicar por qué no podía luchar. A principios de 2010, Aero Star se incluyó en la historia como un nuevo interés amoroso para Faby Apache. Inicialmente, Billy Boy actuó como si no le importara ya que él mismo había encontrado un nuevo amor en Sexy Star. Durante una grabación de televisión el 21 de marzo de 2010, Aero Star llegó al ring y pidió permiso a Gran Apache para pedirle a Faby Apache, lo que llevó a Billy Boy a asaltar el ring y atacar a Aero Star.
El 17 de marzo de 2013, en Rey de Reyes, Apache derrotó a LuFisto, Mari Apache y Taya en una final del torneo para ganar el Campeona Reina de Reinas de AAA vacante por segunda vez. El 19 de julio, Apache se convirtió en la doble campeona, cuando ella y Drago derrotaron a Halloween y Mari Apache por el Campeonato Mundial en Parejas Mixto de AAA. Perdieron el título ante Pentagón Jr. y Sexy Star el 19 de abril de 2014. El 17 de agosto en Triplemanía XXII, Apache perdió el Campeonato Reina de Reinas en Taya.
El 5 de marzo de 2017, Apache derrotó a Ricky Marvin en un combate por el título contra su carrera para hacer que ella, su padre y su hermana sean los nuevos Campeones Mundiales de Tercias de AAA siendo las primeras mujeres en ganar el título masculino. aunque Mari y El Apache no se presentaron a las defensas, durante su primera defensa, sus compañeros fueron Monster Clown y Murder Clown. aunque Monster y Murder fueron rudos, el equipo logró mantener los títulos.. El 21 de abril, Faby presentó al Dr. Wagner Jr. y al Psycho Clown como sus socios en una defensa contra el equipo de El Nuevo Poder del Norte de Soul Rocker , Mocho Cota Jr. y Carta Brava Jr.. Al final, El Nuevo Poder del Norte ganó los títulos.
En noviembre, Faby se convirtió en la retadora por el Campeonato Reina de Reinas de AAA de Lady Shani. El 16 de diciembre, Apache y Shani se enfrentaron por el título en la cual terminaron sin resultado, lo que retiene Shani, luego del combate, Apache ataca mutuamente a Shani cambiándose a heel por primera vez en su carrera. El 26 de enero en Guerra de Titanes, Apache derrotó a Shani para ganar su tercer Campeonato Reina de Reinas de AAA. Tras la larga rivalidad durante el resto del 2018, el 25 de agosto en Triplemanía XXVI, Faby y Shani se enfrentaron en una lucha de máscara contra cabellera en , obligando a Faby a afeitarse la cabeza.
El 2 de diciembre en Guerra de Titanes, Apache perdió el Campeonato Reina de Reinas de AAA ante Lady Shani en un Fatal 4-Way Match que incluía a La Hiedra y a Scarlett Bordeaux.
El 30 de agosto de 2022, Apache anunció su salida tras 23 años con la empresa.

### Impact Wrestling (2018)
Apache hizo su debut en Impact Wrestling en el episodio del 20 de septiembre de Impact! donde ella derrotó a Alisha Edwards, que fue filmada en México. Después del combate, Apache desafió a Tessa Blanchard por el Campeonato de Knockout de Impact. El 27 de septiembre en el episodio de Impact!, Apache desafió sin éxito a Blanchard por su título.

### All Elite Wrestling (2019)
El 31 de agosto de 2019, Apache hizo una aparición especial como representante de AAA en el evento de All Out en el pre-show en el Women's Casino Battle Royale por una oportunidad por el Campeonato Mundial Femenino de AEW donde fue eliminada y ganada por Nyla Rose.

### CMLL (2022)
Tras su salida de la caravana 3 veces estelar mucho se especulo a donde llegaría y aunque ella declaró que estaría como independiente el 28 de septiembre se confirma su llegada al Consejo Mundial de Lucha Libre para el Grand Prix.

### Regreso a Lucha Libre AAA (2023-2024)
En Verano de Escándalo, derrotó a La Hiedra, Sexy Star, Reina Dorada, Sussy Love y a Maravilla ganando una oportunidad por el Campeonato Reina de Reinas de AAA en Triplemania XXXII: Ciudad de México.

## En lucha
- Movimientos finales
  - Michinoku Driver II
  - German Suplex
- Movimientos de firma
  - Axe kick
  - Brainbuster
  - Electric chair drop
  - Tornillo
  - Spinning heel kick
- Apodos
  - La Campeona del Mundo

## Campeonatos y logros
- Arsion
  - Sky High of Arsion Championship (1 vez).

- Asistencia Asesoría y Administración / Lucha Libre AAA Worldwide
  - Campeonato Reina de Reinas de AAA (4 veces)
  - Campeonato Mundial en Parejas Mixto de AAA (4 veces) – con Gran Apache (1), Aero Star (1), Pimpinela Escarlata (1) y Drago (1)
  - Campeonato Mundial de Tríos de AAA (1 vez) – con Gran Apache y Mari Apache
  - Reina de Reinas (2013 y 2021)
  - Lucha Libre World Cup (2016): (1 vez, junto a Mari Apache y Lady Apache)
  - Luchadora del año (2016)
  - Copa orígenes AAA
- Kaoz Lucha Libre
  - Copa Martha Villalobos
  - Campeonato Femenil de Kaoz Lucha Libre.

- Pro Wrestling Illustrated
  - Situada en el N°58 en el PWI Female 100 en 2018.
  - Situada en el Nº44 en el PWI Female 100 en 2019.
  - Situada en el  N°23 en el PWI Female 150 en 2021.
  - Luchadora PWI mexicana del año 2018
  - Luchadora PWI mexicana del año 2021

## Luchas de apuestas
| Ganador                  | Perdedor                 | Lugar                       | Evento            | Fecha                   | Notas |
| ------------------------ | ------------------------ | --------------------------- | ----------------- | ----------------------- | ----- |
| Faby Apache (cabellera)  | La Hechicera (cabellera) | Orizaba, Veracruz           | Live event        | 2 de noviembre de 2002  |       |
| Faby Apache (cabellera)  | May Flowers (cabellera)  | Naucalpan, Estado de México | Live event        | 19 de octubre de 2003   |       |
| Faby Apache (cabellera)  | Mari Apache (cabellera)  | Ciudad de México            | Triplemanía XVI   | 13 de junio de 2008     |       |
| Sexy Star (máscara)      | Faby Apache (cabellera)  | Ciudad Madero, Tamaulipas   | Guerra de Titanes | 11 de diciembre de 2009 |       |
| Faby Apache (carrera)    | Ricky Marvin (título)    | Apizaco, Tlaxcala           | AAA Worldwide     | 5 de marzo de 2017      |       |
| Lady Shani (máscara)     | Faby Apache (cabellera)  | Ciudad de México            | Triplemanía XXVI  | 25 de agosto de 2018    |       |
| Deonna Purrazzo (título) | Faby Apache (título)     | Ciudad de México            | Triplemanía XXIX  | 24 de agosto de 2021    |       |